# 地域圏立音楽院
地域圏立音楽院 (Conservatoire à Rayonnement Régional) は、フランスにおける公立の音楽院であり、子供向けの準備過程から高等音楽院の入試準備クラス、音楽家養成の専門課程までを有した音楽教育機関である。一般に、地方音楽院と呼ばれる。略称は、CRR (仏語での発音に基づくカナ転写は「セー・エル・エル」)。大学水準の高等音楽院と共に、フランスの音楽専門教育の中核を成す。
またこの記事では、地域圏立音楽院と共に音楽教育の母体を成す県立音楽院 (conservatoires à rayonnement départemental, CRD, セー・エル・デー) およびコミューン立音楽院 (conservatoires à rayonnement communal ou intercommunal, CRC/CRI, セー・エル・セー/ セー・エル・イー) についても合わせて記述する。

## 概要
2006年10月12日に発布された政令により、地域圏立音楽院および県立音楽院は、国立地方音楽院 (conservatoire national de région, CNR)、国立音楽学校 (école nationale de musique, ENM) の代替機関として設置された。これにより、両機関に対する権限が、国 (文化省、音楽・舞踊・演劇・芸能局 (DMDTS)) から、各々の地方自治体へと移譲された。それまで、財政は国の地域文化行政局 (DRAC) の統括下にあった。コミューン立音楽院は、同政令]より、市立音楽院 (École Municipale Musique, EMM) や都市部の区立音楽院 (Conservatoire Municipal de Musique, CMM) の組織を一元化した代替機関として設置された。現在、41校の地方音楽院と105校の県立音楽院、および245校のコミューン立音楽院が存在し、各々の地方行政 (地域圏、県、コミューン) により運営されている。いずれも、音楽院によっては舞踊、演劇の教育機関を兼ね備えている。

## 教育課程
学習課程は、初心者から上級までの教育課程によって組織されている。
- 準備課程：フォルマシオン・ミュジカルおよびコラール合唱。期間：1〜2年
- 第一課程または学習準備過程：期間：2年
- 第二課程：期間：4年
- 第三課程：専門課程：期間：3年
- 第四課程：上級課程：期間：2年

## 資格
現在、地域圏立音楽院および県立音楽院で支給されている音楽研究資格 (Diplôme d'études musicales;DEM) は、国立地方音楽院、国立音楽学校の時代から現在でもなお支給され続けている最も上位の資格であるが、以下のような特殊性を抱える。
音楽研究資格は、フランス独自の資格制度であり、演奏家や音楽の実践者として国 (文化省) が認定する資格であるが、高等教育資格は含まれていない。従って、一般に他の欧州諸国における音楽大学が発給する、高等教育資格を含めた国家資格 (学士) と比べた場合、価値に差がある。
これまで、音楽院として、学業を修了した音楽家に対して高等教育資格を発給できるのは、パリとリヨンの国立高等音楽院の2校であり、他には、フランス独自の組織である音楽・舞踊教育者養成センター (CEFEDEM) や大学の音楽研究科といった機関であった。この状況により、地域圏立、県立合わせて150校近くの、フランスが保有する多くの音楽院で学んだ音楽家の多くは、実践能力があっても、欧州諸外国における、教育関係や学歴考慮の就職採用において不利な状況を作って来た。これを打開すべく、現在、一部の地域圏立音楽院は、ボローニャプロセスの履行により大学との提携をすすめることで、専門課程を修めた演奏家に対して学士、修士の学位を発給できるように制度改革を行っていた。
しかし、現在でもなお、スイス、ベルギー、スウェーデン、オーストリアといった諸国は、音楽家に対する国家高等教育資格を発給できる音楽教育機関をフランスよりも多く有しており、スペイン、イタリア、イギリス、ドイツに至っては、学士 (バカロレア+3年) から博士 (バカロレア+8年) に相当する高等教育機関が、フランスのそれに比べて、已然として10倍近く存在している。2020年にフランス政府は、音楽教育改革の議論の高まりを受け、パリ、リヨンの2校の高等音楽院に地方の10校が高等音楽院と指定され、国家資格を取得できる音楽大学を設置し、国内計12校に拡大した。

## 地域圏立音楽院 (地方音楽院) 一覧
| - アミアン地方音楽院 - アンジェ地方音楽院 - - アヌシー地方音楽院 - - アヴィニョン地方音楽院 - - ヴェルサイユ地方音楽院 - オーベルヴィリエ・ラ・クルヌーヴ地方音楽院 - - カーン地方音楽院 - グルノーブル地方音楽院 - クレルモン＝フェラン地方音楽院 - サン・ドゥニ地方音楽院 - サン・エティエンヌ地方音楽院 - サン＝モール＝デ＝フォッセ地方音楽院 - シャロン・スュル・ソーヌ地方音楽院 - シャンベリー地方音楽院 - セルジー・ポントワーズ地方音楽院 - ストラスブール地方音楽院 - - ディジョン地方音楽院 - ドゥエ地方音楽院 - トゥーロン地方音楽院 - - トゥールーズ地方音楽院 - - トゥール地方音楽院 | - ナンシー地方音楽院 - ナント地方音楽院 - - ニース地方音楽院 - - バイヨンヌ地方音楽院 - パリ地方音楽院 - - ブザンソン地方音楽院 - ブローニュ＝ビヤンクール地方音楽院 - - ペルピニャン地方音楽院 - ボルドー地方音楽院 - ポワティエ地方音楽院 - - マルセイユ地方音楽院 - メッツ地方音楽院 - - モンペリエ地方音楽院 - ランス地方音楽院 - - リモージュ地方音楽院 - リュエイユ＝マルメゾン地方音楽院 - リヨン地方音楽院 - - リール地方音楽院 - レンヌ地方音楽院 - - ルーアン地方音楽院 |

## 県立音楽院、コミューン立音楽院
フランスの音楽学校一覧を参照。